# 大力士挑戰

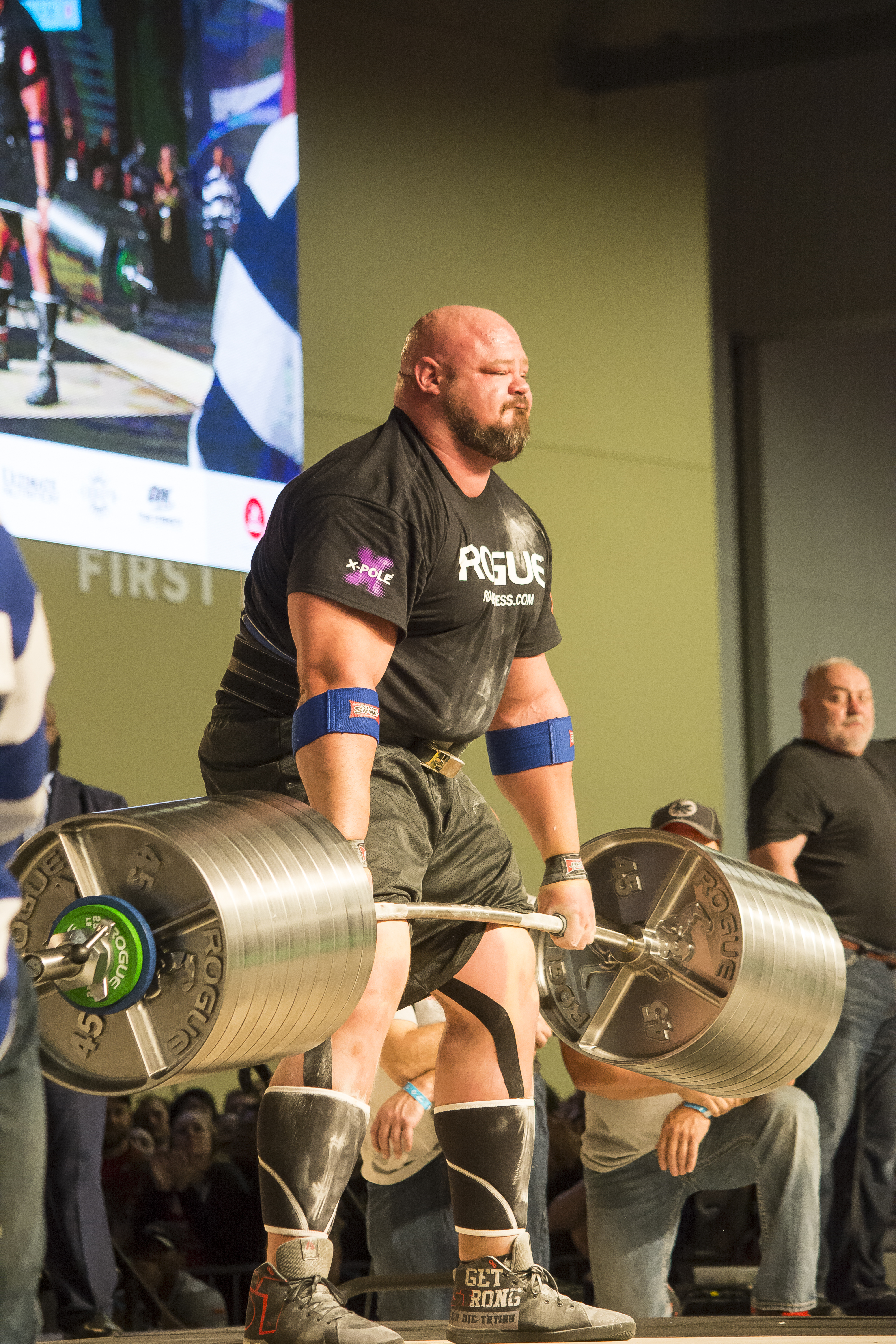
大力士挑戰

大力士挑戰是一项力量竞技运动，它主要考验的是參賽者的体力和耐力，選手要举起各种重物 。 从事大力士运动的运动员也被称为大力士。 